# Szojuz T–4
Szojuz T–4 (oroszul: Союз T–4) szovjet harmadik generációs, háromszemélyes (T = Transzportnij; magyarul: szállító) szabványos rendszerben (teljes modernizációval) épített, napelemtáblákkal kiegészített, szkafanderes személyszállító Szojuz űrhajó (7K-ST).

## Küldetés
Feladata volt az utolsó személyzet feljuttatása a Szaljut–6 űrállomásra, valamint folytatni az előírt navigációs, csillagászati, műszaki, légkörkutatási, földfotózási, földmegfigyelési, orvosi és biológiai kutatási program folytatása. Kötelességük volt az állandó személyzet pihenését biztosítani.

## Jellemzői
Központi tervező iroda CKBEM <= Центральное конструкторское бюро экспериментального машиностроения (ЦКБЕМ)> (OKB-1 <= ОКБ-1>, most OAO RKK Energiya im. SP Korolev <= ОАО РКК Энергия им. С. П. Королёва> – Központi Kísérleti Gépgyártási Tervezőiroda). Az űrhajót kis átalakítással emberes programra, teherszállításra és mentésre (leszállásra) tervezték.
1981. március 12-én a bajkonuri űrrepülőtér indítóállomásról egy Szojuz hordozórakéta (11А511U) juttatta Föld körüli, közeli körpályára. Az orbitális egység pályája 88.7 perces, 51.6 fokos hajlásszögű, elliptikus pálya-perigeuma 245 kilométer, apogeuma 315 kilométer volt. Hasznos tömege 6850 kilogramm. Szerkezeti felépítését tekintve a modernizált Szojuz űrhajó napelemtáblás változatával megegyező. Akkumulátorait az űrállomás/saját napelemtáblái által előállított energiával tartották üzemkész állapotban. Március 13-án  20 óra 33 perckor automatikusan összekapcsolódott az űrállomás I. dokkoló helyével, Összesen 74 napot, 17 órát, 37 percet és 23 másodpercet töltött a világűrben. Összesen 1178 alkalommal kerülte meg a Földet.
A  Szojuz T űrhajók (modernizált Szujuz űrhajó) kifejlesztésével biztosították az Interkozmosz, a Szovjetunió és kelet-európai országok közös, emberes űrkutatási programjához az embert szállító eszközt, elősegítve a Szaljut űrállomásokra történő alaplegénység váltását, valamint a látogatók fogadását. Az űrhajók 14 napig képesek önálló feladatot ellátni. 6 hónapig alkalmas az űrállomással összekapcsolt állapotban szolgálatot teljesíteni.
A felkészítések során tartalék személyzetnek kijelölt páros indulhatott a kijelölt feladat végrehajtására. Az Interkozmosz-program keretében fogadták a Szojuz–39 és a Szojuz–40 nemzetközi legénység tagjait. Kipakolták a Progressz–12 teherűrhajót, majd a felesleges anyagokkal megrakodva leválasztották.
Május 26-án belépett a légkörbe, a leszállás hagyományos módon – ejtőernyős leereszkedés – történt, Zsezkazgantól 125 kilométerre északra értek Földet.

## Személyzet
(zárójelben a küldetések száma a Szojuz T–4-gyel együtt)
- Vlagyimir Vasziljevics Kovaljonok (3) parancsnok
- Viktor Petrovics Szavinih (1) repülésirányító mérnök

## Tartalék személyzet
- Vjacseszlav Dmitrijevics Zudov űrhajó parancsnok
- Borisz Dmitrijevics Andrejev fedélzeti mérnök